# Доменция (дъщеря на Фока)
Вижте пояснителната страница за други личности с името Доменция.
Доменция (на латински: Domentzia) e дъщеря на византийския император Фока и Леонтия.
През 607 г. тя се омъжва за генерал Приск. Сватбата се състои в палата Марина на дъщерята на Аркадий и Елия Евдоксия.
Баща ѝ издига в нейна чест статуя в Константинопол.